# سپرماهی
سِپَرماهیان (Scophthalmidae) یکی از خانواده‌های ماهیان هستند.
سپرماهی (Turbot) از این خانواده‌است.
سپرماهیان از جمله ذخایر عظیم و بدون استفاده آبهای جنوبی ایران (خلیج فارس و دریای عمان) می‌باشند که بر طبق گزارشهای موجود بالغ بر ۲۰۰۰ تن از آن‌ها به عنوان صید ضمنی هر ساله برداشت می‌گردند.